# Ilija Dede Mitrović
Ilija Dede Mitrović (Zadar, 26. srpnja 1818. − Trst, 14. ožujka 1874.) je bio hrvatski putopisac, prevoditelj, pjesnik i političar. Dolazi iz hrvatske plemićke obitelji Dedea Mitrovića Jankovića. Bio je djelovao u radu Narodne stranke od njena osnutka 1860. godine. Pod utjecajem velikosrpske propagande sredinom 19. stoljeća kao i mnogi hrvatski pravoslavci tog kraja prihvatio srpsku ideologiju. Istupio je iz Narodne stranke 1873. godine i radio na osnivanju Srpske samostalne stranke, koja je poslije koalirala s autonomašima i usprotivila se ujedinjenju carske Dalmacije s carskim pokrajinama Hrvatskom i Slavonijom. Sve je to bilo u svezi s Ilijinim matičnim krajem, t.zv. Bukovičko izdajstvo. 
Prevodio s francuskog. U književnosti se javio pjesmom na talijanskom.